# Big Muff

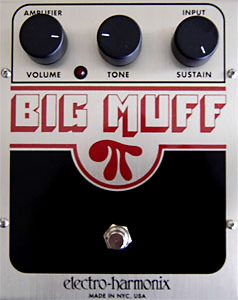
Big Muff Pi.

La Big Muff Pi (π), souvent connue sous le nom de Big Muff, est une pédale d'effet de fuzz produite à New York par Electro-Harmonix, avec sa société sœur russe Sovtek, principalement pour une utilisation avec la guitare électrique. Elle est également utilisée par les bassistes.